# Pacific Rim 1998 (rugby a 15)
Il Pacific Rim 1998 fu la 3ª edizione del Pacific Rim Championship, istituito nel 1996 dall'allora International Rugby Board (oggi World Rugby, organo di governo del rugby a 15 a livello mondiale).
La 3ª edizione del 1998, venne nuovamente vinta dal Canada, che si affermò per il terzo anno consecutivo. Le nazionali di Hong Kong, Giappone e Stati Uniti, si piazzarono rispettivamente in seconda, terza e quarta posizione.

## Risultati
| Tokyo 3 maggio 1998, ore 14:05 UTC+9 | Giappone       | 22 – 30 | Canada | Stadio Principe Chichibu (9.000 spett.)\| Arbitro: \| Jerry McLemore \| |
| Arbitro:                             | Jerry McLemore |         |        |                                                                         |

| Hong Kong 9 maggio 1998 | Hong Kong       | 23 – 17 | Canada | Aberdeen Sports Ground (1.000 spett.)\| Arbitro: \| Nobufumi Tanaka \| |
| Arbitro:                | Nobufumi Tanaka |         |        |                                                                        |

| Tokyo 10 maggio 1998, ore 14 UTC+9 | Giappone      | 27 – 38 | Stati Uniti | Stadio Principe Chichibu (9.500 spett.)\| Arbitro: \| Ross Mitchell \| |
| Arbitro:                           | Ross Mitchell |         |             |                                                                        |

| Hong Kong 16 maggio 1998 | Hong Kong     | 43 – 25 | Stati Uniti | Aberdeen Sports Ground\| Arbitro: \| Sakaraia Vuki \| |
| Arbitro:                 | Sakaraia Vuki |         |             |                                                       |

| Vancouver 23 maggio 1998 | Canada     | 17 – 15 | Stati Uniti | Thunderbird Stadium\| Arbitro: \| Paul Haley \| |
| Arbitro:                 | Paul Haley |         |             |                                                 |

| Hong Kong 23 maggio 1998 | Hong Kong      | 31 – 38 | Giappone | Aberdeen Sports Ground (1.000 spett.)\| Arbitro: \| Masunu Tuisila \| |
| Arbitro:                 | Masunu Tuisila |         |          |                                                                       |

| Burlington 6 giugno 1998 | Stati Uniti   | 3 – 37 | Canada | Burlington Athletic Stadium (4.300 spett.)\| Arbitro: \| Pablo de Luca \| |
| Arbitro:                 | Pablo de Luca |        |        |                                                                           |

| Tokyo 7 giugno 1998, ore 14 UTC+9 | Giappone     | 16 – 17 | Hong Kong | Stadio Principe Chichibu (9.000 spett.)\| Arbitro: \| Ian Hyde-Lay \| |
| Arbitro:                          | Ian Hyde-Lay |         |           |                                                                       |

| Shawnigan Lake 13 giugno 1998 | Canada     | 38 – 12 | Hong Kong | (2.500 spett.)\| Arbitro: \| Mike Geach \| |
| Arbitro:                      | Mike Geach |         |           |                                            |

| San Francisco 13 giugno 1998, ore 13 UTC-8 | Stati Uniti   | 21 – 25 | Giappone | Boxer Stadium (1.800 spett.)\| Arbitro: \| Daniel Steele \| |
| Arbitro:                                   | Daniel Steele |         |          |                                                             |

| San Francisco 20 giugno 1998 | Stati Uniti | 17 – 27 | Hong Kong | Boxer Stadium (1.300 spett.)\| Arbitro: \| M. Ishi \| |
| Arbitro:                     | M. Ishi     |         |           |                                                       |

| Vancouver 20 giugno 1998, ore 15:05 UTC-8 | Canada            | 34 – 25 | Giappone | Thunderbird Stadium (3.000 spett.)\| Arbitro: \| Giovanni Morandin \| |
| Arbitro:                                  | Giovanni Morandin |         |          |                                                                       |

## Classifica
|    | Squadra     | G | V | N | P | P+  | P-  | P±  | PT |
| -- | ----------- | - | - | - | - | --- | --- | --- | -- |
| 1ª | Canada      | 6 | 5 | 0 | 1 | 173 | 100 | 73  | 10 |
| 2ª | Hong Kong   | 6 | 3 | 0 | 3 | 153 | 151 | 2   | 6  |
| 3ª | Giappone    | 6 | 3 | 0 | 3 | 153 | 171 | -18 | 6  |
| 4ª | Stati Uniti | 6 | 2 | 0 | 4 | 119 | 176 | -57 | 4  |